# Arado Ar 96
El Arado Ar 96 fue un monoplano de ala baja monomotor biplaza de construcción completa en metal producido en Alemania por Arado Flugzeugwerke. Fue el entrenador avanzado estándar de la Luftwaffe durante la Segunda Guerra Mundial siendo utilizado por las escuelas de entrenamiento de pilotos (FFS A/B Schulen), por el 13 Gruppen de entrenamiento de combate (Jagdschulgeschwader), las unidades de reemplazo de combate (EJB) y las escuelas de oficiales cadetes (LKS). Por esta razón, el total de producción del tipo, un tanto exiguo nunca fue suficiente.

## Historia y desarrollo

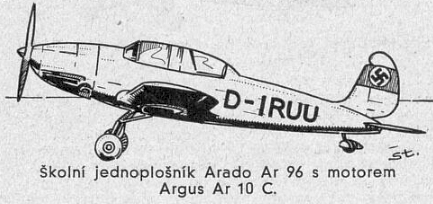
Arado Ar 96 V1 Prototyp letounu

El Arado Ar 96 diseñado por el ingeniero aeronáutico y jefe de diseño de la firma Arado Flugzeugwerke Walter Blume como resultado de un concurso convocado en 1936 por el Ministerio del Aire del Reich (RLM) solicitando un entrenador monoplano de enseñanza avanzada; uno de los propósitos de tal requerimiento, era poder contar con un entrenador que se adaptase a la formación de nuevos pilotos de caza y asimismo simplificar el proceso de reaprendizaje y transición de pilotos de biplanos al nuevo caza monoplano Bf.109 y otros en desarrollo, llegando a ser el tipo estándar de entrenador avanzado de la Luftwaffe. Era un monoplano de ala baja monomotor construido totalmente con aleaciones ligeras con tren de aterrizaje retráctil y estaba propulsado por un motor lineal de ocho cilindros Argus As 10C de 240 hp de potencia. El primer prototipo (Ar 96 V1) realizó su primer vuelo a finales de 1938 alcanzado una velocidad máxima de 325 km/h.
Las pruebas llevadas a cabo por el Ministerio del Aire del Reich (RLM) con este y tres prototipos más en el Erprobungsstelle Rechlin después de subsanadas algunas deficiencias encontradas en el V1, que dieron lugar a que los asientos de instructores y cadetes fueron ligeramente elevados, lo que mejoró la vista desde la cabina, pero hizo que el diseño de la cabina se rehiciera; el avión recibió una nueva ala y la parte central del fuselaje fue rediseñada; después de todo ello, se solicitó un lote inicial de preproducción del avión, que recibió la designación Ar 96A-0.
La principal variante fabricada en serie fue la Ar 96B que entró en producción en agosto de 1940 y comenzó a suministrarse en el otoño de ese mismo año; estaba equipada con el más potente motor Argus As 410A-1 de 465 hp y hélice bipala. Externamente, esta modificación casi no difería de la versión A-1, excepto por el fuselaje 35 cm más largo, debido a la instalación de un motor más grande, lo que, además requirió reforzar el diseño, que, junto a la necesidad de un mayor suministro de combustible, condujo a un aumento en el peso.
La construcción de este avión se traspasó en 1940 a la firma Apparatebau GmbH Oschersleben (antigua AGO Flugzeugwerke) ; y a mediados de 1941, al cesar la producción en Apparatebau, se encargó lo mismo a la empresa checa Avia y también en 1943 a la organización Letov. El modelo siguió siendo producido por los checos hasta 1948, siendo suministrados los aparatos a las Fuerzas Aéreas Checas con la designación Avia C.2B; en total fueron construidos 1.825 por Avia y 550 por Letov entre 1941 y 1948..
En febrero de 1944 se ordenó al fabricante francés SIPA que fabricara un nuevo avión de entrenamiento, el Ar 396, en sus talleres de Bourges, un derivado directo del Ar 96, pero con una aviónica revisada y corregida, así como mejoras aerodinámicas. Para ello se recibieron los planos del Ar 396 y se comenzó la construcción de los tres primeros prototipos. A consecuencia del desembarco de los aliados en Normandia, los trabajos premeditadamente se ralentizaron y el primer prototipo fue realmente terminado para su primer vuelo después de la llegada de los Aliados a la región, y por lo tanto la liberación de Bourges, así que, el Ar 396 vio su designación modificada en S.10realizando su primer vuelo el 29 de diciembre de 1945. Comparado con sus contemporáneos, era un avión bastante moderno con su diseño mixto de metal y madera contrachapada.
En los años que siguieron SIPA construyó cinco versiones con algunas mejoras. En 1954, cuando la guerra de Argelia estalló los SIPA S.10 y sus derivados estaban entre los principales aviones de entrenamiento en servicio en las fuerzas aéreas francesas. Pero, sobre todo, ya este avión había demostrado sus cualidades de estabilidad durante el fuego aire-tierra, es por lo que se tomó la decisión de desplegarlos en el norte de África. Armados con sus ametralladoras de 7,5 mm, pero también con bombas incendiarias de 50 kg, y antipersonal o incluso cohetes, fueron utilizados desde el comienzo del conflicto contra la resistencia argelina. Al término del conflicto los aparatos sobrevivientes fueron devueltos a Francia, donde reanudaron sus misiones normales de entrenamiento. Finalmente se retiró del servicio activo a principios de la década de 1960, algunos fueron desechados, mientras que otros, desarmados, encontraron uso en el mercado de entrenamiento civil en Francia

## Variantes
Ar 96A-0
avión de entrenamiento avanzado biplaza. Versión de producción inicial
Ar 96B-0
versión mejorada con la instalación del motor Argus As 410A-1 de 465 hp; dos unidades
Ar 96B-1
subvariante desarmada de producción principal de entrenamiento de pilotos; construidos 1.381 aparatos
Ar 96B-2
armada con una ametralladora MG 17 o una foto ametralladora para entrenamiento de tiro
Ar 96B-5
armada con una ametralladora MG 17 de 7,92 mm o una foto ametralladora para entrenamiento de tiro y un equipo de radio FuG 16 ZY
Ar 96B-6/7
subvariantes con lanzabombas bajo las alas, se usó para entrenar a los pilotos de aviones de ataque táctico y bombardeo en picado
Ar 96C
se fabricó sólo un lote de preproducción provisto de un panel trasparente en el suelo de la cabina para realizar prácticas de bombardeo; la planta motriz era un motor Argus As 410C de 480 hp
Ar 296
desarrollo propuesto del Ar 96 con un motor Argus As 411, abandonado a favor del Ar 396, debido al uso de materiales no estratégicos en la producción del último
Ar 396
una versión (propuesta) simplificada del Ar 96, con flaps manuales y tren de aterrizaje semi retráctil construcción en madera con uso mínimo de metales estratégicos
Ar 396A-1
subvariante monoplaza de entrenamiento con una ametralladora, lanza bombas y visor de tiro
Ar 396A-2
subvariante de entrenamiento con instrumentos desarmada, diseñado para el entrenamiento de vuelo a ciegas
Avia C.2B
Versión de fabricación checa del Ar 96B a partir de la posguerra hasta 1948
SIPA S.10
Versión francesa del Ar 396, construcción madera y metal, primer vuelo en diciembre de 1945; 35 producidos entre 1945 y 1946. Armado con una ametralladora MAC 1934 M39 de 7.5 mm.
SIPA S.11
Versión modificada del S.10, propulsada por un motor Renault 12S-00 (Argus As 411-TA ) de 580 cv.; 50 fabricados en 1946
SIPA S.111/ S.111A
Derivado del S.11. Se distingue por un dosel deslizante, nuevos equipos y sistemas eléctricos 54 ejemplares hasta 1950. 34 de ellos serían modificados equipandolos con dos ametralladoras MAC 34 M39 de 7,7 mm, 4 lanzacohetes Matra con 14 cohetes T10, y 4 Schloss y anclajes para una bomba de 50 kg o 4 de 10 kg antipersonal. Esta variante fue utilizada durante la guerra de Argelia
SIPA S.12 / S.12A
Versión de construcción completamente metálica (duraluminio) del S.11, motor Renault 12S-02 de 600 cv; 52 fabricados entregados en 1952 al Ejército del Aire francés. Totalmente optimizado para el entrenamiento de tiro aire-tierra con sus dos ametralladoras y su capacidad para disparar cohetes. También fue capaz de realizar misiones secundarias de apoyo aéreo cercano. Fueron empleados como S.12A (armado) en la guerra de Independencia de Argelia . Armado con dos ametralladoras MAC 1934 M39 de 7.5 mm y 4 lanzacohetes.
SIPA S.121
Aparecerá en 1954. La sección central del fuselaje, antes hecha de acero, es ahora duraluminio. Está equipado con un radiocompas, destinado al entrenamiento en navegación; construidas 48 unidades hasta 1958 para el Armée de l'air. Armado con dos ametralladoras MAC 1934 M39 de 7.5 mm, 4 lanzacohetes y 200 kg de bombas

## Operadores
Bulgaria
- Real Fuerza Aérea Búlgara

Bulgaria recibió en 1940 24 Ar 96B y dos Avia C.2 en 1948.
 Checoslovaquia
- Fuerza Aérea Checoslovaca

Utilizó la variante Avia C.2 en la posguerra
 Luftwaffe
 Hungría
- Fuerza Aérea Húngara Magyar Királyi Honvéd Légierő (MKHL)

64 Ar 96A-1 recibidos entre 1939-1942
 Rumania
- Fuerza Aérea Rumana

 Eslovaquia
- Fuerza Aérea Eslovaca

- Armée de l'air

## Especificaciones (Arado Ar 96B-2)
Referencia datos: 

### Características generales
- Tripulación: 2
- Longitud: 9,10 m
- Envergadura: 11,00 m
- Altura: 2,60 m
- Superficie alar: 17,10 m²
- Peso vacío: 1.295 kg
- Peso máximo al despegue: 1.700 kg
- Planta motriz: 1× lineal motor V12 invertido Argus As 410-A-1.
  - Potencia: 347 cv
- Hélices: 1× bipala por motor.

### Rendimiento
- Velocidad máxima operativa (Vno): 330 km/h
- Velocidad crucero (Vc): 295 km/h
- Alcance: 990 km
- Techo de vuelo: 7100 m

### Armamento
- Ametralladoras: 1× MG 17 de 7,92 mm

## Supervivientes
- Arado Ar 96 B-1. En el Deutsches Technikmuseum, Berlín, Alemania.
- Arado Ar 96 B-1. En el Flyhistorisk Museum, Sola, Noruega.[5]

### Aeronaves similares
- Miles Master
- North American T-6 Texan

### Secuencias de designación
- Sistema de designación aeronaves del RLM: ← Ju 89 · Ju 90 · Ar 95 · Ar 96 · Fi 97 · Fi 98 · Fi 99 →

### Listas relacionadas
- Anexo:Aeronaves militares de Alemania en la Segunda Guerra Mundial